# Панчо Арена
«Панчо Арена» (угор. Pancho Aréna) — футбольний стадіон у місті Фельчут, Угорщина, домашня арена ФК «Академія Пушкаша».
Стадіон побудований протягом 2012—2014 років та відкритий 21 квітня 2014 року. Потужність арени 3 816 осіб перевищує кількість населення селища Фельчут більш, ніж удвічі, яка складає 1 700 осіб.